# Mia Oremović
Mia Oremović (* 31. Juli 1918 in Požega, Jugoslawien; † 24. Juli 2010 in Križevci, Kroatien) war eine jugoslawische bzw. kroatische Schauspielerin.

## Leben
Oremović zählte zu den populärsten kroatischen Schauspielerinnen; sie war im Film wie auf der Bühne gleichermaßen tätig und mit dem ersten Fernsehauftritt 1957 auch eine Pionierin der Fernsehstücke.
Oremović erhielt zahlreiche Auszeichnungen, darunter den Vladimir Nazor Award für ihre Lebensleistung und den Preis der kroatischen Gesellschaft der Regisseure für 50 Jahre außergewöhnliche Darstellungen.

## Filmografie (Auswahl)
- 1952: U oluji
- 1961: Haut für Haut (Le goût de la violence)
- 1973: Die einfachste Geschichte der Welt (Zivjeti od ljubavi)
- 1991: Schatten der Macht (Memories of midnight) (Fernsehfilm)
- 2006: Obicni ljudi (Fernsehserie, 2 Folgen)